# هندسه دیفرانسیل

یک مثلث ایمرس شده در رویه زینی شکل (یک سهمی‌گون هذلولی)، به علاوه دو خط فراموازی واگرا.

هندسه دیفرانسیل شاخه‌ای از ریاضیات است که از  تکنیک‌های حساب دیفرانسیل، حساب انتگرال، جبر خطی و جبر چندخطی برای مطالعهٔ  مسائل هندسی بهره می‌برد. نظریهٔ خم‌های مسطّح و فضایی و رویه‌های فضای اقلیدسی سه‌بعدی بنیانِ توسعهٔ هندسه دیفرانسیل را طی قرن هجدهم و نوزدهم میلادی تشکیل داد.
از اواخر قرن نوزدهم میلادی، هندسه دیفرانسیل رشد کرد و به شاخه‌ای تبدیل شد که دغدغهٔ آن ساختارهایِ عمومی‌تر روی منیفلدهای دیفرانسیل‌پذیر  بود. هندسهٔ دیفرانسیل ارتباط نزدیکی با توپولوژی دیفرانسیل و جنبه‌های هندسی نظریهٔ معادلات دیفرانسیلی دارد. هندسهٔ دیفرانسیل رویه‌ها بسیاری از  ایده‌ها و تکنیک‌هایِ کلیدی ذاتی این شاخه را در بر دارد.